# コンゴ共和国の経済
コンゴ共和国の経済では、コンゴ共和国の経済について述べる。

## 鉱業
天然ガス、カリ鉱石、鉛、亜鉛などの資源も存在するが、開発はあまり進んでおらず、GDPの5割以上、輸出額のほとんどを石油、木材に頼っている状況である。石油の生産は、ギニア湾に面したクイル地方に集中しており、他の地域との経済格差も大きい。
また、1990年代後半は出所不詳のダイヤモンド原石の輸出もみられるようになり、紛争ダイヤモンドの横流し輸出が行われているのではないかとの指摘もなされるようになった。2004年、紛争ダイヤモンドの流通防止を行うワールド・ダイヤモンド・カウンシルは、現地視察の結果を踏まえ、コンゴ共和国からのダイヤモンドの輸入を控えるよう呼びかけている。

## 農業
自給自足的で、国民の基礎食糧となるキャッサバの生産が盛んに行われている。商品作物はサトウキビ、ナンキンマメ、タバコ、アブラヤシ、コーヒー、カカオなどがある。